# Labour Party
Die Labour Party [ˈleɪbə ˈpɑːti] (englisch für „Arbeiterpartei“; auch nur Labour genannt) ist eine sozialdemokratische Partei im Vereinigten Königreich. Bald nach ihrer Gründung 1900 wurde sie neben der Conservative Party und den Liberal Democrats zu einer der drei großen politischen Parteien des Vereinigten Königreichs mit Ausnahme Nordirlands, wo die Partei nicht aktiv ist. Dort kooperiert die Labour Party stattdessen mit der Social Democratic and Labour Party (SDLP). Die genossenschaftliche Co-operative Party agiert als Schwesterpartei von Labour und tritt bei Wahlen unter der Bezeichnung „Labour and Co-operative Party“ an.
Bei der Wahl am 4. Juli 2024 erreichte die Labour Party mit mehr als einem Drittel der Stimmen die absolute Mehrheit der Sitze der House of Commons genannten britischen Parlamentskammer. Zuvor war sie seit der Unterhauswahl am 6. Mai 2010 in der Opposition; nachdem sie drei Wahlen in Folge (1997, 2001 und 2005) gewann (siehe auch Kabinett Blair I, II, III und Kabinett Brown). Die Partei stellte seit 1922 sieben Premierminister.

## Geschichte

Logo der Labour Party unter Kinnock und Blair.

### Von der Gründung bis zum Zweiten Weltkrieg
Die Partei wurde 1900 als Labour Representation Committee (LRC) gegründet und setzte sich zu diesem Zeitpunkt aus Gewerkschaften, den sozialistisch orientierten Parteien Independent Labour Party (1893 gegründet), Social Democratic Federation sowie der Fabian Society zusammen. Sie entstammt damit dem später so benannten Tradeunionismus. Individuelle Mitglieder wurden erst im Anschluss an die Parteireform nach dem Ersten Weltkrieg aufgenommen.
Die Debatten vor allem der Gründungsphase waren von grundsätzlichen ideologisch verschiedenen Ansichten der Gründungsorganisationen geprägt. Vor allem die Diskussion um eine explizit sozialistische Ausrichtung, wie sie von der ILP und später der SDF angestrebt wurde, traf auf heftigen Widerstand aus den Reihen der Gewerkschaften. Im Vergleich zur Sozialdemokratischen Partei Deutschlands (SPD) verfügte die organisierte Arbeiterbewegung im Vereinigten Königreich nie über große theoretische Verankerung, sondern orientierte sich an tagespolitischen Lösungsvorschlägen. Der Marxismus, die programmatische Klammer der SPD, spielte in der Labour Party praktisch keine Rolle.
Nach den Unterhauswahlen 1906, die einen Zugewinn um 25 Sitze auf nun 29 brachten, wurde das LRC in Labour Party umbenannt. Zu diesem Zeitpunkt dominierten im Vereinigten Königreich vor allem die Conservatives sowie die Liberals. Die Liberale Partei stand dem LRC bzw. der Labour Party jedoch näher als die Conservatives, so dass sich eine Zusammenarbeit anbot. Diese drückte sich unter anderem in Absprachen zur Vermeidung von Wahlkämpfen zwischen Labour/Liberal-Kandidaten (Wahl-Entente) aus. Dies war in den ersten Jahren ein Überbleibsel aus der sogenannten „Lib-Lab“-Zusammenarbeit, während der Vertreter der Trade Unions für die Liberalen bei Wahlen kandidierten. Im Gegensatz zu beispielsweise Deutschland verfügte die britische Arbeiterbewegung so schon früh über eine milieuübergreifende Verankerung und Anerkennung und war von repressiven Angriffen des Staates weitestgehend verschont.
Wie die SPD im Deutschen Kaiserreich, so spaltete sich auch die Labour Party in England 1914 während des Ersten Weltkriegs an der Kriegsfrage. Der pazifistische Flügel um Ramsay MacDonald konkurrierte mit dem patriotischen Flügel Arthur Hendersons. Dennoch kam es nicht zum Bruch, was dem föderativen Aufbau der Labour Party zugerechnet werden kann: im War Emergency Workers National Committee arbeiteten die verschiedenen Flügel trotz ihrer Differenzen zusammen, obwohl die Kriegsgegner langsam an Einfluss gewannen.
Infolge des Bedeutungsverlustes der Gewerkschaften, insbesondere durch gescheiterte Streikversuche („Triple Alliance“ 1921), gelang es der Führung der Labour Party um Henderson, den Einfluss der Gewerkschaften allmählich einzudämmen. Die Gewerkschaften organisierten daraufhin ihre Vorfeldorganisationen und fassten z. B. den seit 1891 (CCC = Clarion Cycling Clubs, die Arbeiterradfahrer) in einzelnen Clubs bestehenden Arbeitersport in einem eigenen Arbeitersportverband (British Workers' Sports Federation) zusammen. Die Partei wurde für breitere Volksschichten wählbar und nahm auch den abgespaltenen linken Flügel der liberalen Partei auf. Spätestens mit der Wahl von 1924, nach der die Labour Party für kurze Zeit (durch Tolerierung der Liberalen) erstmals mit Ramsay MacDonald die Regierung stellen konnte, kann die Labour Party als etabliert angesehen werden.
Die Labour Party konnte in den Jahren 1929 bis 1931 unter MacDonald erneut die Regierung stellen.

### Die Labour Party in der zweiten Hälfte des 20. Jahrhunderts
Die Reformpolitik Clement Attlees, der in der Nachkriegszeit von 1945 bis 1951 der nächste Labour-Premierminister war, hatte langfristige Bedeutung für das Vereinigte Königreich. Attlee verstaatlichte wichtige Industriezweige, der moderne Sozialstaat, der Wohlfahrtsstaat „von der Wiege bis zur Bahre“ des liberalen Ökonomen William Beveridge, wurde eingeführt. Bis zum heutigen Tag betrachtet Labour den 1948 unter Gesundheitsminister Aneurin Bevan geschaffenen öffentlich geförderten britischen Nationalen Gesundheitsdienst (National Health Service) als ihre stolzeste Errungenschaft.
1964 bis 1970 sowie 1974 bis 1976 war Harold Wilson an der Macht. Die Versuche von Wilson, den Haushalt in Ordnung zu bringen und neue Arbeitsgesetze durchzusetzen, brachten ihn teilweise in starken Gegensatz zu den Gewerkschaften. Die Aufnahme des Vereinigten Königreichs in die Europäische Wirtschaftsgemeinschaft fiel in seine Amtszeit. Von 1976 bis 1979 folgte James Callaghan als weiterer Premierminister der Labour Party. 1979 unterlag Labour den Konservativen unter Margaret Thatcher, es folgten langanhaltende Richtungskämpfe innerhalb der Labour Party. Der Reformflügel der Partei wurde von Parteichef Neil Kinnock angeführt, der nach der Wahlniederlage 1992 gegen Premier John Major zurücktrat. John Smith, der Nachfolger als Parteichef, starb 1994 unerwartet an einem Herzinfarkt.

### New Labour
Seit Anfang der 1990er Jahre änderte die Partei vor allem unter Tony Blair, der ab 1994 Parteivorsitzender war, ihre Ausrichtung.
Statt für Klassenkampf bis hin zum Fernziel Sozialismus oder Verstaatlichung von Schlüsselindustrien und der Gewerkschaftsnähe stand New Labour für eine pragmatische Politik (von Blair auch als Third Way bezeichnet) und die Befürwortung der Marktwirtschaft, die Wohlstand und soziale Sicherung durch Wirtschaftswachstum zu erreichen versuchte. Sinnbildlich dafür wurde die Clause Four der Parteicharta aus dem Jahr 1918, die die Kollektivierung der Produktionsmittel forderte, auf Blairs Vorschlag hin 1995 geändert. Der inhaltliche Bruch mit marxistisch-sozialistischen Ideen drückte sich auch in der Abschaffung von Traditionen wie dem Singen der Internationale auf Parteitagen aus. Auch von einigen Ideen der klassischen Sozialdemokratie rückte die Partei ab, nur wenige der wirtschaftsliberalen Reformen und Privatisierungen der 1980er Jahre wurden von den folgenden Labour-Regierungen rückgängig gemacht. Kritiker warfen New Labour vor, damit linke Ideale verraten zu haben und eine neoliberale Wirtschaftspolitik zu verfolgen, die sich kaum von der der Konservativen Margaret Thatcher unterscheide.
Die Labour Party gewann mit Tony Blair als Vorsitzendem die Unterhauswahl 1997. Blair wurde daraufhin am 2. Mai 1997 britischer Premierminister und beendete damit eine achtzehnjährige konservative Regierungszeit. Unter Blair gewann die Labour Party die Unterhauswahlen 2001 und 2005. Ein wichtiges Merkmal der New Labour-Jahre war die gesellschaftliche Öffnung und Modernisierung des Landes, das ihm international den Ruf als „Cool Britannia“ einbrachte, so wurden Einwanderung, gesellschaftliche Vielfalt, die Sichtbarkeit nicht-weißer Briten in öffentlichen Ämtern und ein multikulturelles Gesellschaftsmodell gezielt gefördert. Nach 2001 geriet der Kampf gegen den Terrorismus ins Zentrum der Innen- und Außenpolitik. Insbesondere die Unterstützung der US-geführten Invasion des Irak im Jahre 2003 rief auch an der Parteibasis großen Unmut hervor; prominente innerparteiliche Kritiker des Blair-Kurses waren etwa Tony Benn oder Ken Livingstone. Am 24. Juni 2007 übergab Tony Blair auf einem Sonderparteitag in Manchester die Führung der Labour Party an Gordon Brown. Vom 27. Juni 2007 bis zum 11. Mai 2010 führte Brown als Premierminister auch die Regierungsgeschäfte. Nach der Niederlage der Labour Party bei der Unterhauswahl 2010 trat Gordon Brown vom Parteivorsitz zurück.

### Entwicklung seit 2010
Am 25. September 2010 wurde Ed Miliband zum neuen Vorsitzenden der Labour Party gewählt. Er erhielt in der letzten Runde der als Instant-Runoff-Voting durchgeführten Wahl 51 Prozent der Stimmen, während sein ebenfalls kandidierender älterer Bruder David Miliband auf 49 Prozent kam. Dieser hatte in den vorangehenden Runden geführt. An der Wahl des Vorsitzenden hatten sich drei Millionen Wähler, unter ihnen die Abgeordneten der Partei sowie Mitglieder der Labour Party und der Gewerkschaften, beteiligt. Als Vorsitzender der größten Partei in der Opposition wurde Miliband mit seiner Wahl auch Oppositionsführer. Unter seinem Vorsitz rückte Miliband die Partei programmatisch nach links. Er distanzierte sich von den marktliberalen Inhalten von New Labour und forderte eine Stärkung des Sozialstaats. Dies spiegelte sich auch im Wahlprogramm 2015 wider. Nach der überraschend deutlichen Niederlage bei der Unterhauswahl 2015 trat Miliband am 8. Mai 2015 als Vorsitzender der Labour Party zurück. Harriet Harman war bis zur Wahl eines neuen Vorsitzenden kommissarische Parteivorsitzende.
Am 12. September 2015 wurde Jeremy Corbyn neuer Vorsitzender. Corbyn war zuvor als Vertreter des linken Flügels der Partei und langjähriger Abgeordneter im Unterhaus als entschiedener Gegner von New Labour in Erscheinung getreten. Obwohl er zunächst als Außenseiter ins Rennen um den Vorsitz ging, zeichnete sich in Umfragen bald eine breite Zustimmung für Corbyn ab, während sich Teile des Parteiestablishments seiner Kampagne entschlossen entgegenstellten. Die Labour Party bildet erneut die offizielle Opposition im House of Commons und stellt den Oppositionsführer. Bei einer Urwahl, bei der auch registrierte Unterstützer mit abstimmen durften, wurde Corbyn am 24. September 2016 als Parteivorsitzender bestätigt. Bei der Unterhauswahl 2017 konnte die Partei Gewinne verzeichnen, die regierenden Konservativen jedoch nicht ablösen. 
Die Unterhauswahl 2019 endete hingegen in einer schweren Wahlniederlage; die Partei verlor die Unterhauswahl mit dem für die Partei schlechtesten Ergebnis seit 1935 gemessen an der Sitzverteilung. Labour verlor insgesamt 59 Sitze im Unterhaus und konnte nur 203 Wahlkreise gewinnen; dazu gingen auch viele Wahlkreise im sogenannten red wall, einer Ansammlung von Wahlkreisen in Nordengland und den Midlands, die seit vielen Jahrzehnten ununterbrochen Labour-Abgeordnete gewählt hatten, an die siegreiche Conservative Party unter Premierminister Boris Johnson verloren. Corbyn trat danach zurück und in der Nachfolge-Wahl setzte sich Keir Starmer mit 56,2 % der Stimmen durch.

#### Antisemitismusvorwurf und Parteiausschlüsse
Der Innenausschuss des Unterhauses kam in einer Untersuchung zu Antisemitismus im Vereinigten Königreich im Oktober 2016 zu dem Ergebnis, dass Parteiführer Jeremy Corbyn nicht genügend getan habe, um einem offensichtlich vorhandenem Antisemitismus in Teilen der Labour Party zu begegnen. Im März 2018 kritisierten führende Vertreter jüdischer Gemeinden in einem offenen Brief insbesondere Parteichef Jeremy Corbyn, der „immer wieder“ Partei für antisemitische Positionen ergreife, da er „ideologisch so sehr auf seine weit links stehende Weltsicht fixiert“ sei, „dass er den jüdischen Gemeinschaften der Mitte instinktiv feindselig gegenübersteht.“ Aufgrund eines Dossiers interner Parteidokumente leitete der Metropolitan Police Service (Scotland Yard) Anfang November 2018 Ermittlungen gegen die Urheber wegen des Verdachts auf „antisemitische Hassverbrechen“ ein.
2019 verließen acht Unterhausabgeordnete die Partei und firmierten zeitweilig unter der Partei The Independent Group. Als Begründung nannten sie antisemitische Tendenzen in der Labour Party und die unbefriedigende Politik der Parteiführung in Bezug auf den EU-Austritt des Vereinigten Königreichs. Nach der Wahl von Keir Starmer zum Vorsitzenden machte dieser deutlich, dass die Bekämpfung von Antisemitismus und die Aussöhnung mit der jüdischen Gemeinde in Großbritannien zu seinen Hauptprioritäten zähle. Im Juni 2020 entließ Starmer Rebecca Long-Bailey aus seinem Schattenkabinett, nachdem er ihr vorwarf, „antisemitische Verschwörungstheorien“ im Internet weiterverbreitet zu haben. Die Entscheidung stieß auf geteiltes Echo. Auch der Ausschluss von Ken Loach wurde kontrovers diskutiert.
Im Oktober 2020 brachte die Equality and Human Rights Commission, eine öffentliche Körperschaft in England, Schottland und Wales zur Bekämpfung von Diskriminierung, einen Report über Antisemitismus in der Labour Party heraus, in dem ihr vorgeworfen wurde, die politische Verantwortung für „ungesetzliche“ antisemitische Belästigung und politische Einflussnahme zu tragen. Begründet wurde dies mit Äußerungen des Londoner Bürgermeisters Ken Livingstone und des Gemeinderatsmitglieds Pam Bromley. Der Bericht empfahl der Labour Party neue Mechanismen zur Behandlung von Beschwerden über Antisemitismus sowie diesbezügliche Regeln für den Auftritt in Social Media.
Wissenschaftlich wird kontrovers diskutiert, ob Antisemitismus von außen in die Labour Party hineingetragen wird, ob er Bestandteil der politischen Kultur Großbritanniens – auch die Konservativen einschließend – ist oder als Unterströmung zu linken Diskursen in der Labour Party existiert. Eine andere Position betont die politische Instrumentalisierung des Antisemitismusvorwurfs. Die US-amerikanische Zeitschrift Jacobin betont, es sei nur gegen weniger als 0,1 % der Mitgleiter disziplinarische Maßnahmen wegen antisemitischer Vorfälle nötig gewesen.

## Mitgliedschaft und Mitgliederzahlen

Entwicklung der Mitgliederzahl der britischen Labour Party seit 1928

Im Verlauf ihrer Parteigeschichte erlebte die Labour Party mehrere Phasen, in denen sich ihre Mitgliederzahl innerhalb kurzer Zeit stark änderte. Nach dem Zweiten Weltkrieg gewann die Labour Party unter Clement Attlee die Unterhauswahl 1945 und legte anschließend ein großangelegtes Sozialprogramm auf, das sehr populär war. Die Mitgliederzahl stieg vom Vorkriegswert von 200.000 auf über eine Million im Jahr 1952. In den folgenden 3 Jahrzehnten sank sie wieder kontinuierlich auf knapp 700.000. Eine massive Austrittswelle erlebte die Partei nach dem winter of discontent („Winter der Unzufriedenheit“) 1978/79, in dem vielfache Streikaktionen der mit Labour verbundenen Gewerkschaften das Land lahmlegten und die Labour-Regierung unter James Callaghan unfähig schien, die Wirtschaft wieder auf Kurs zu bringen. 1979 gewannen die Konservativen unter Margaret Thatcher die Unterhauswahl und es folgten 18 Jahre konservativer Regierungen. Mit dem Aufkommen von New Labour in den 1990er Jahren stieg die Mitgliederzahl von ungefähr 260.000 im Jahr 1991 auf etwa 405.000 im Jahr 1997 an. Während der Labour-Regierungen ab 1997 unter Tony Blair und seines Nachfolgers Gordon Brown (ab 2007) sank sie wieder und erreichte mit 156.000 einen Tiefpunkt zum Jahresende 2009. Eine Eintrittswelle ereignete sich, nachdem Jeremy Corbyn am 12. September 2015 zum neuen Parteivorsitzenden gewählt worden war. Nachdem die Mitgliederzahl im September 2016 einen Höhepunkt von 640.000 erreicht hatte, sank sie bis März 2017 wieder auf 517.000. Im Zusammenhang mit dem guten Abschneiden bei der Unterhauswahl 2017 wurde in sozialen Medien kolportiert, dass 150.000 Mitgliedern neu in die Partei eingetreten seien. Diese Darstellung wurde jedoch von Jeremy Corbyns Büro als falsch zurückgewiesen. Danach verließen teils aufgrund der unklaren Haltung der Partei in der Brexit-Frage, teils aufgrund der anhaltenden Antisemitismus-Vorwürfe bis zu 150.000 Mitglieder (gerechnet seit 2016) die Partei.

### Labour in Nordirland
Über viele Jahre hinweg konnten Bewohner Nordirlands nicht Labour-Parteimitglied werden. Stattdessen arbeitete die Labour Party mit der nordirischen Social Democratic and Labour Party (SDLP) zusammen. Die gewählten SDLP-Abgeordneten unterstützten dafür in Westminster die Labour-Politik. Seit 2003 ist es Bewohnern Nordirlands erlaubt, Labour-Mitglied zu werden, jedoch hat die Partei bisher keine eigenen Kandidaturen bei Wahlen betrieben. Spätestens seit 2015 gibt es jedoch eine intensive Diskussion unter den Labour-Mitgliedern und -Anhängern in Nordirland, ob nicht eigene Kandidaten aufgestellt werden sollten.

## Parteivorsitzende (Leaders)
- 1906–1908 Keir Hardie
- 1908–1910 Arthur Henderson
- 1910–1911 George Nicoll Barnes
- 1911–1914 Ramsay MacDonald

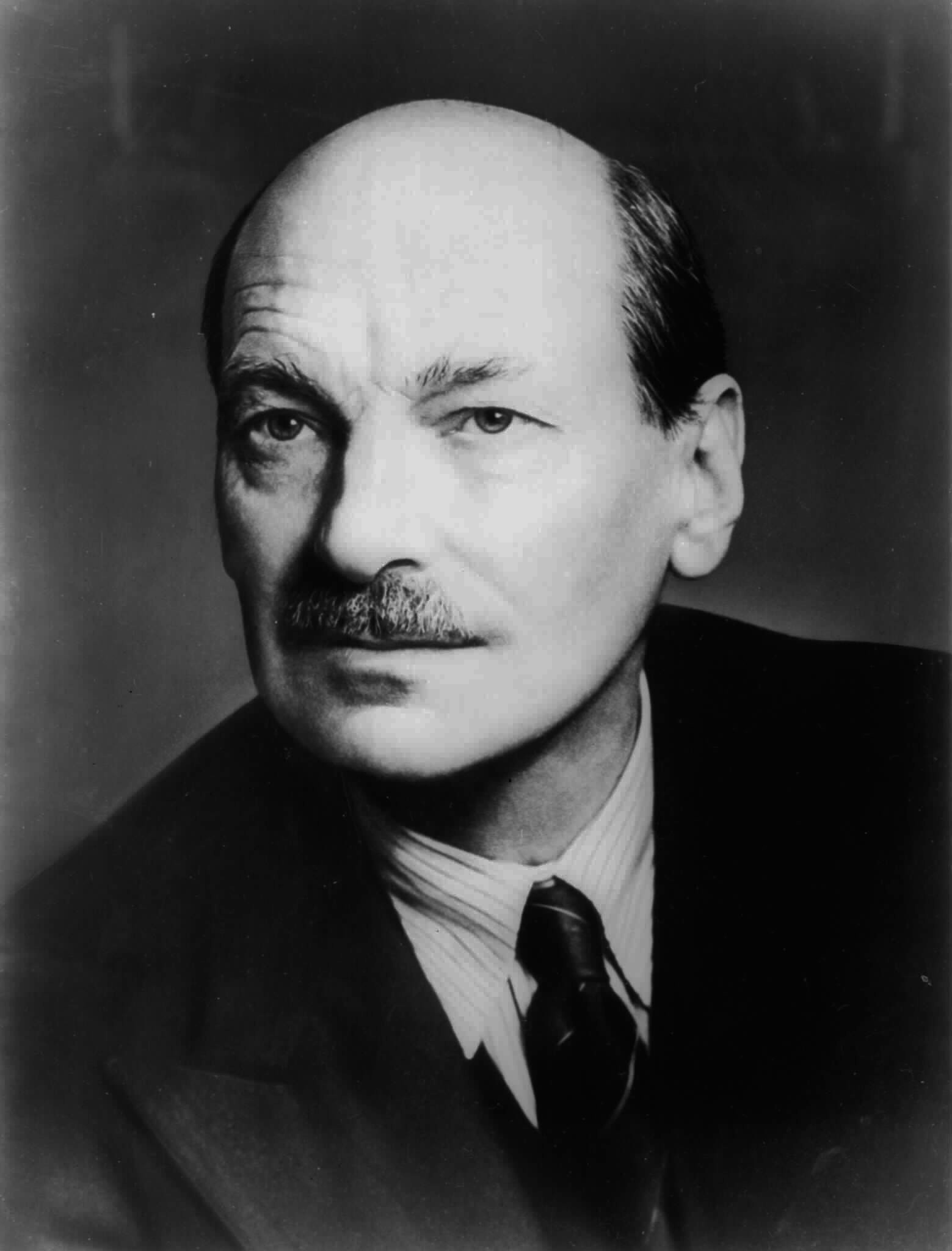
Clement Attlee (1956/57), Nachkriegspremier und 20 Jahre Parteiführer.

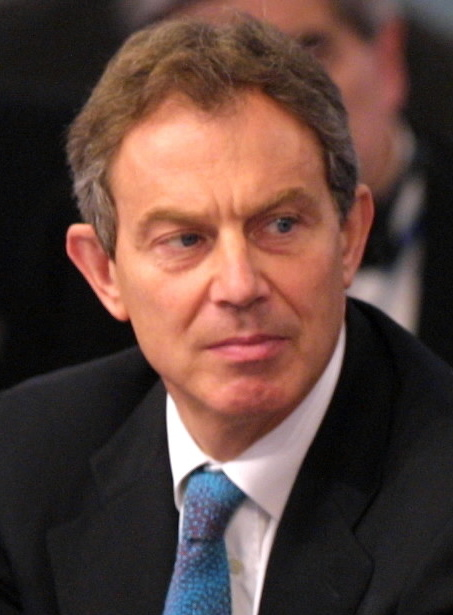
Tony Blair (2007), Initiator von New Labour.

- 1914–1917 Arthur Henderson (2. Mal)
- 1917–1921 William Adamson
- 1921–1922 John Robert Clynes
- 1922–1931 Ramsay MacDonald (2. Mal, Premier 1924 und 1929–34; 1931 aus der Labour Party ausgeschlossen)
- 1931–1932 Arthur Henderson (3. Mal)
- 1932–1935 George Lansbury
- 1935–1955 Clement Attlee, 1. Earl Attlee (Premierminister 1945–1951)
- 1955–1963 Hugh Gaitskell
  - 1963 George Brown, Baron George-Brown of Jevington (kommissarisch)
- 1963–1976 Harold Wilson, Baron Wilson of Rievaulx (Premierminister 1964–1970 und 1974–1976)
- 1976–1980 James Callaghan, Baron Callaghan of Cardiff (Premierminister 1976–1979)
- 1980–1983 Michael Foot
- 1983–1992 Neil Kinnock
- 1992–1994 John Smith
  - 1994 Dame Margaret Beckett (kommissarisch)
- 1994–2007 Tony Blair (Premierminister 1997–2007)
- 2007–2010 Gordon Brown (Premierminister 2007–2010)
  - 2010 Harriet Harman (kommissarisch)
- 2010–2015 Ed Miliband
  - 2015 Harriet Harman (kommissarisch)
- 2015–2020 Jeremy Corbyn
- seit 2020 Sir Keir Starmer (Premierminister seit 2024)

## Parteihymne
Die inoffizielle Hymne der Partei (und die offizielle der Social Democratic and Labour Party in Nordirland sowie der Irish Labour Party) ist The Red Flag. Einige der 16 Strophen des Liedes werden üblicherweise zum Ende von Parteitagen oder bei anderen Großveranstaltungen der Partei zur Melodie von O Tannenbaum gesungen.

## Teilorganisationen
- London Labour Party
- Labour Party in Northern Ireland
- Scottish Labour Party
- Welsh Labour Party
- Yorkshire and the Humber Labour Party